# Арсеньев, Александр Александрович
Алекса́ндр Алекса́ндрович Арсе́ньев (1756—17 (29) ноября 1844) — сенатор, тайный советник.

## Биография
Родился в 1756 году — в год начала Семилетней войны, на которой его отец Александр Савельевич погиб в Силезии, командуя кирасирским полком.
Его мать, бывшая фрейлиной при регентше Анне Леопольдовне и имевшая дворцовые связи, зачислила своего малолетнего сына на службу в лейб-гвардии Преображенский полк и отдала его для обучения в пансион, в котором воспитывались только четыре мальчика, . Вступив в военную службу в 1771 году унтер-офицером, он в следующем году был зачислен сержантом, а 15 марта 1774 года произведён прапорщиком. 
В 1783 году был уволен в отставку «по болезни» с чином бригадира. Поселившись в Москве, он посвятил, как сам выражался, «окончанию недоконченного своего образования»: много читал, учил немецкий язык, занимался историей и философией, с жадностью глотал труды французских энциклопедистов. С энтузиазмом он начал обучать грамоте своих крепостных дворовых людей. В своём подмосковном имении он составил богатую библиотеку, в пять тысяч томов, которая частично сгорела, частично разграблена в 1812 году. До 1811 года служил в Департаменте уделов. Несколько раз избирался московским уездным предводителем дворянства; занимал эту должность в период с 25 июля 1810 года по 13 декабря 1816 года. В 1817 году А. А. Арсеньев был назначен членом в комиссию для построений в сгоревшей Москве — по его инициативе вдоль кремлёвской стены был разбит Александровский сад. 
Произведён в 1812 году в действительные статские советники, а 21 ноября 1821 года — в тайные советники и сенатором. В 1834 году определён в число сенаторов неприсутствующих.
Имел обширный круг знакомых, в который входили не только представители московской аристократии, но и известные литераторы. В доме А. А. Арсеньева бывали А. С. Пушкин, П. Я. Чаадаев, И. И. Дмитриев, Н. И. Надеждин и М. Ю. Лермонтов, М. И. Глинка.
Умер 17 (29) ноября 1844 года, а через месяц скончался его старший двадцативосьмилетний сын Александр. Оба они были похоронены на Ваганьковском кладбище (14 уч.).

## Семья
- 1-й брак — Дарья Александровна, урожд. княжна Бекович-Черкасская (1745–1821), внучка А. Бекович-Черкасского
  - Сын — Александр Александрович (1816—1844)
- 2-й брак — Надежда Михайловна (урождённая Коваленская, дочь М.И.Коваленского) 
  - Сын — Илья Александрович (1820—1877)
  - Дочь — Мария Александровна (1824—?)